# Undløse Sogn
Undløse Sogn var et sogn i Holbæk Provsti (Roskilde Stift). Sognet indgik 1. september 2021 i Undløse-Søndersted Sogn.
I 1800-tallet var Søndersted Sogn anneks til Undløse Sogn. Begge sogne hørte til Merløse Herred i Holbæk Amt. Undløse-Søndersted sognekommune blev ved kommunalreformen i 1970 indlemmet i Jernløse Kommune, der ved strukturreformen i 2007 indgik i Holbæk Kommune.
I Undløse Sogn ligger Undløse Kirke.
I sognet findes følgende autoriserede stednavne:
- Fugleå (bebyggelse)
- Fårefælled (bebyggelse)
- Højholtshuse (bebyggelse)
- Kongsdal (ejerlav, landbrugsejendom)
- Maglegårde (bebyggelse)
- Nyvænge (bebyggelse)
- Nørreskov (bebyggelse)
- Syvendeskov (bebyggelse, ejerlav)
- Tømmerup (bebyggelse, ejerlav)
- Ulkestrup (bebyggelse, ejerlav)
- Ulvig (bebyggelse, ejerlav)
- Undløse (bebyggelse, ejerlav)
- Undløse Overdrev (bebyggelse, ejerlav)
- Vadhuse (bebyggelse)
- Øgårde (bebyggelse)
- Østrup (bebyggelse, ejerlav)